# 4272 Entsuji
4272 Entsuji è un asteroide della fascia principale. Scoperto nel 1977, presenta un'orbita caratterizzata da un semiasse maggiore pari a 2,3689316 UA e da un'eccentricità di 0,2500094, inclinata di 9,27888° rispetto all'eclittica.